# Craig Cathcart
Craig George Cathcart (1989. február 6., Belfast) északír labdarúgó, aki jelenleg a Plymouth Argyle-ben játszik a Manchester Unitedtől kölcsönben.

## Pályafutása
A belfasti születésű Cathcartra akkor figyeltek fel, amikor a Glengormley középiskola csapatában játszott, 14 évesen. Olyan klubok érdeklődtek iránta, mint a Rangers, a Chelsea és az Arsenal. 2003-ban az év legjobb fiatal északír játékosának is megválasztották. Ő azonban maradt Belfastban és ott beiratkozott a Manchester United School of Excellence-re. 2005 nyarán ifiként csatlakozott a Manchester Unitedhez. 2006. február 6-án, a 17. születésnapján profi szerződést kapott a klubtól. Cathcart ezután állandó tagja lett az U18-as csapatnak, a 2006–2007-es szezonban pedig az ő kapitánysága alatt jutott el a csapat az FA Youth Cup (a fiatalok számára kiírt FA Kupa) döntőjébe. A kétfordulós finálén azonban nem vehetett részt sérülés miatt.
2007. március 19-én, a Middlesbrough ellen újrajátszott FA Kupa-meccsre Cathcartot behívták az első csapathoz Nemanja Vidic sérülése miatt, de végig a kispadon ült. Néhány nappal később a United bejelentette, hogy Cathcart a sok sérülés miatt tartalékként az első csapatnál marad. Az AS Roma 7–1-es legyőzését, a Watford elleni FA Kupa elődöntőt és a Sheffield United elleni bajnokit is a kispadról nézte végig.
Egyre többen gondolták úgy, hogy Cathcart hamarosan bemutatkozhat a felnőttek között a rengeteg sérülés miatt, de egy edzésen ő is térdsérülést szenvedett, ami véget vetett a szezonjának. Emiatt hagyta ki az FA Youth Cup döntőjét is. Sérülése ellenére a 2006–2007-es szezon végén ő kapta a Jimmy Murphy-díjat, amit minden évben a legjobb fiatalnak ítél oda a United.
Cathcart a 2007–2008-as évad első felét a Manchester United fiókcsapatánál, a Royal Antwerpnél töltötte kölcsönben, hogy tapasztalatot gyűjtsön. 2007. szeptember 22-én, az Olympic Charleroi ellen mutatkozott be. A következő meccsen az Antwerp 4–1-re kikapott a KV Kortrijk ellen, csapata egyetlen gólját éppen ő szerezte. Belgiumi tartózkodása alatt még egy gólt szerzett, a Tubize elleni 1–1-es meccsen ő mentett pontot az antwerpenieknek és a "Meccs legjobbja" címet is megkapta. 2007 végén visszatért a Unitedhez.
A 2008–2009-es szezon előtti felkészülés során a United behívta a dél-afrikai túrára induló csapatába. A Kaizer Chiefs elleni 4–0-ra megnyert találkozón végig a pályán volt. Később a Portsmouth és a Peterborough United elleni barátságos mérkőzéseken is csereként állt be. 2008. augusztus 8-án a Manchester United kölcsönadta őt a Plymouth Argyle-nak. 2008 decemberéig maradt volna, de maradását a 2008–2009-es szezon végéig meghosszabbították. 30 bajnokin kapott lehetőséget és egy gólt szerzett.

## Válogatott
Cathcart tagja volt annak az U17-es északír válogatottnak, mely nem tudta kvalifikálni magát a 2006-os U17-es Eb-re.
2006 novemberében, 17 évesen felkerült az U21-es északír válogatotthoz. 2006. november 14-én, a Németország elleni barátságos meccsen bekerült a keretbe is. 2007 februárjában bekerült az európai csapatba az UEFA-CAF Meridian-kupában. Ebben a kupában az európai és afrikai "all-star" U18-as csapat csap össze egymással.
Első meccse óta Cathcart állandó tagja az U21-es csapatnak.